# Haptika
Haptika je kontakt hmatem (řecky „haptein“ znamená „dotýkat se“). Termín do sociální psychologie zavedl lingvista William Austin.

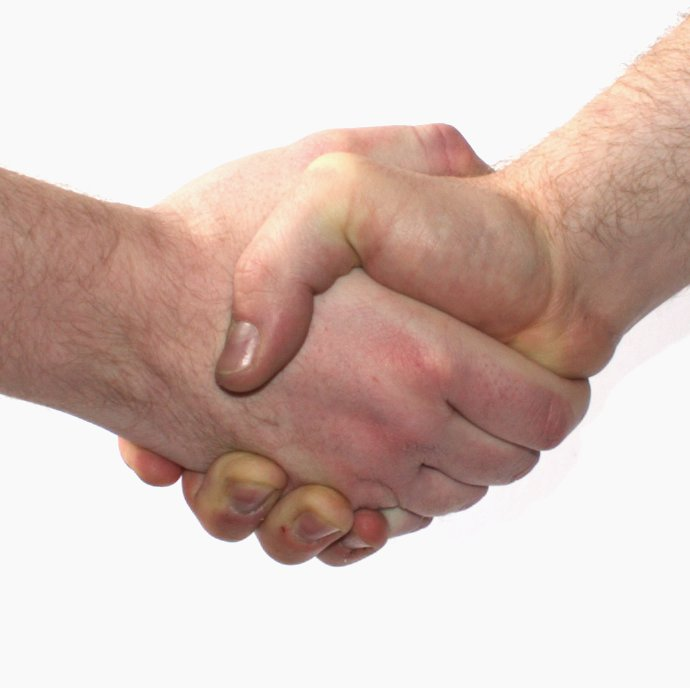
Podání ruky

Je to způsob sdělení, které se tlumočí bezprostředním tělesným kontaktem s druhým člověkem (např. podáním ruky, poplácáním po ramenou či po zádech nebo nabídnutí rámě). Haptický kontakt také bývá ovlivněn kulturou či zemí, ze které dané osoby pochází. Každý člověk má také svou vlastní hranici, jaké druhy doteku pro něj jsou v té které situaci přijatelné.
Dotek, čili taktilní kontakt v sociální interakci může být adresován jako projev přátelství (např. pohlazení, objetí, políbení, ...) nebo naopak nepřátelství (např. pohlavek, facka, ...). Komunikační význam haptiky (doteku) lze více či méně snadno rozluštit. Například milenecký pár držící se za ruce dává najevo „jsme svoji“, poplácání po rameni znamená pochvalu či uznání, dotek nohou pod stolem může znamenat signál druhé osobě „přestaň“ nebo „uklidni se“, atd.

## Druhy doteku
- přímý (dotek kůží na kůži)
- nepřímý (např. poplácání holou rukou po rameni oblečeného člověka)

Význam má i to, kterou částí těla se osoba dotkla určité části těla jiného člověka. Kontakt hmatem má velkou informační a rozlišovací schopnost, neboť hmat je po zraku druhým nejcitlivějším smyslem. Sluch je až na třetím místě. Dotykové vnímání rozlišuje rovněž statický a dynamický předmět:
- Taktilní vnímání (tactile perception): dotyk statického předmětu
- Haptické vnímání (haptic perception): dotyk pohybujícího se předmětu (vibrace atp)

## Taktilní senzorická deprivace
Tento pojem znamená nedostatek lidského doteku. Touha po něm se netýká jen dětí, nýbrž i dospělých, jak potvrzují psychoterapeutické postupy.

## Sebehaptika
Sebehaptika je dotýkání se vlastního těla. Může během sociální interakce také leccos prozradit. Propletené ruce v klíně mohou značit nervozitu aj.[zdroj?]

## Hapestetika
Termín spojuje slova haptika a estetika a označuje hmatové vnímání plastických výtvarných děl (soch, reliéfů a dalších trojrozměrných objektů). Hapestetika je také nezávislé a nepolitické české sdružení zájemců (odborníků i laiků), které zprostředkovává zrakově postiženým lidem trojrozměrné umění pomocí hmatových výstav a vzdělávacích aktivit v muzeích a galeriích. Výstavy se setkávají s ohlasem také u dětí. Z cenných originálů starého umění se pro výstavy zpravidla musí zhotovovat kopie. Princip hapestetiky se uplatňuje také při prezentaci některých materiálů v muzejních expozicích řemesel (např. textil).

## Komponenty pro haptické/dotykové vnímání virtuální reality

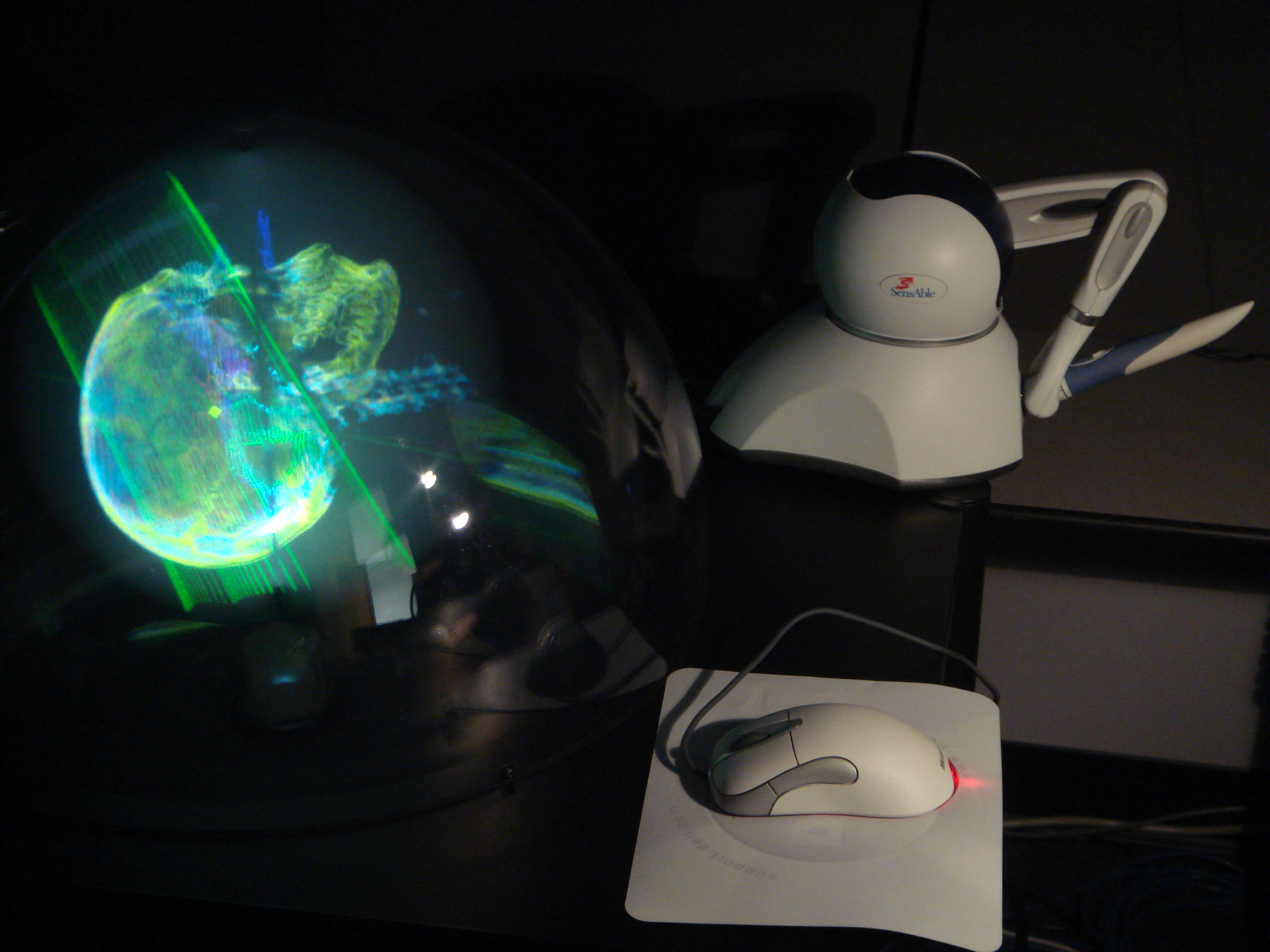
3D volumetrický diplej_haptické rozhraní_PC myš
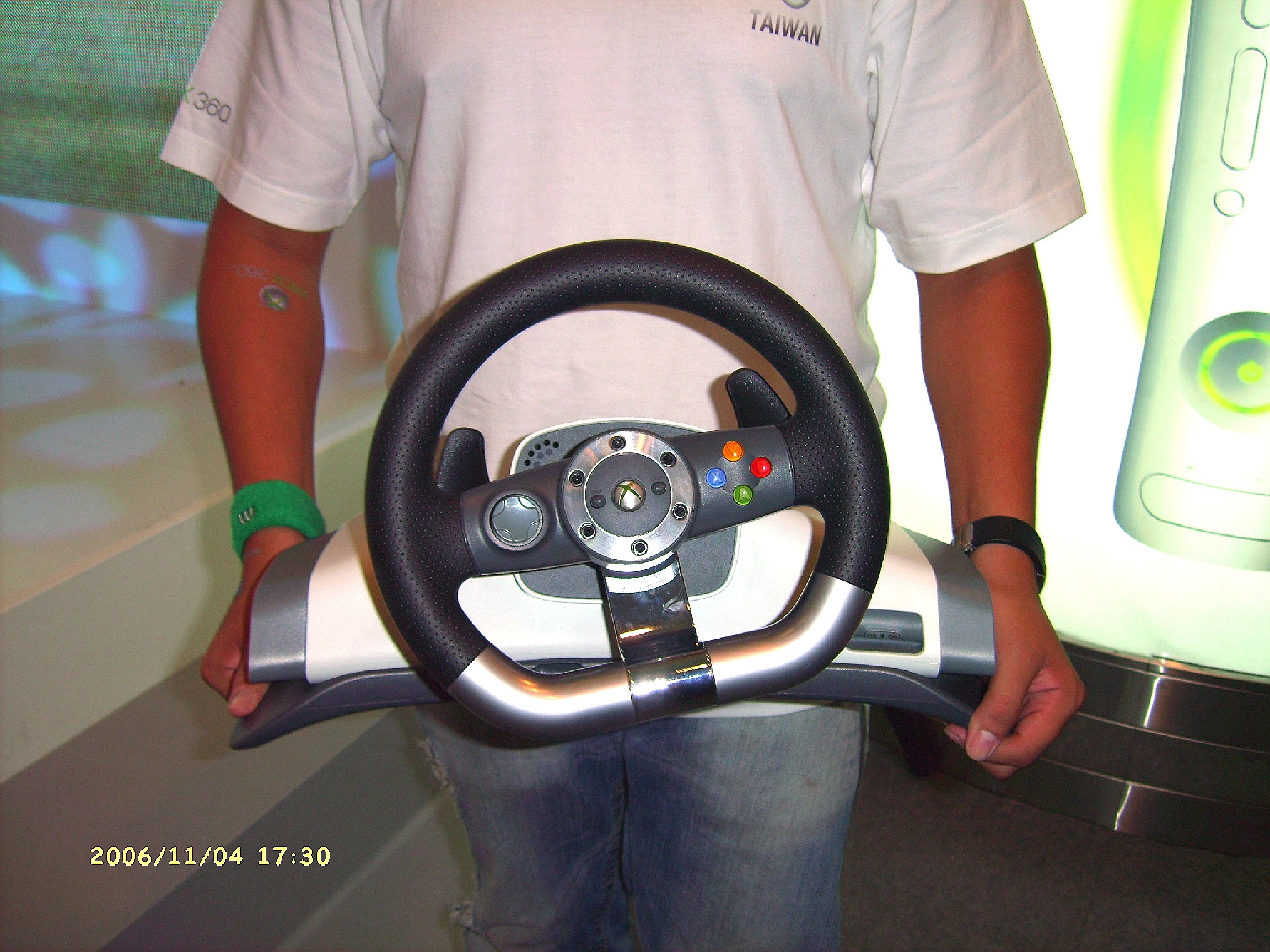
Haptický závodní volant
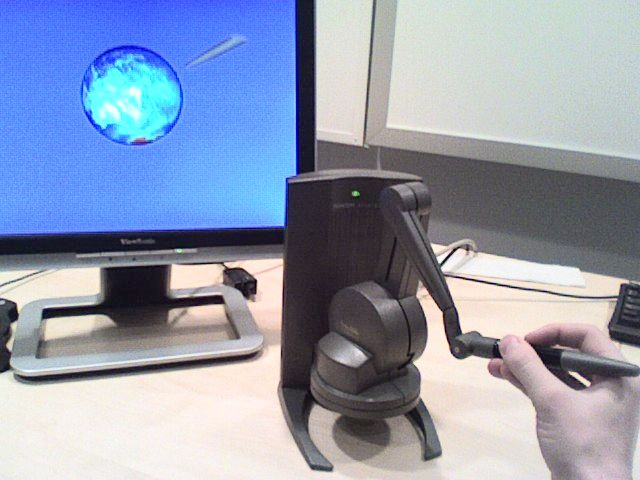
PC vstupní zařízení; SeansAble Technologies
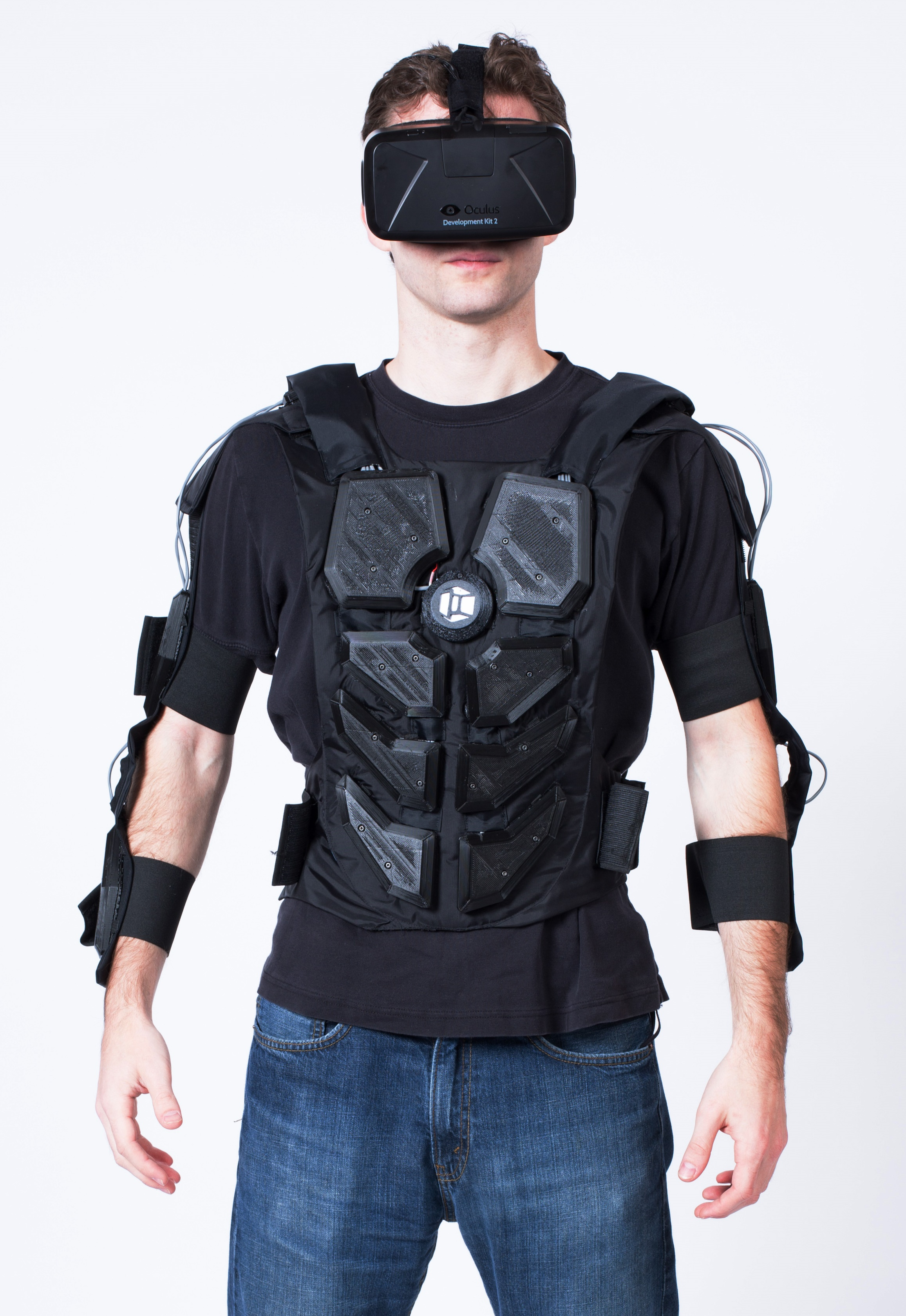
Haptický oděv pro videohry
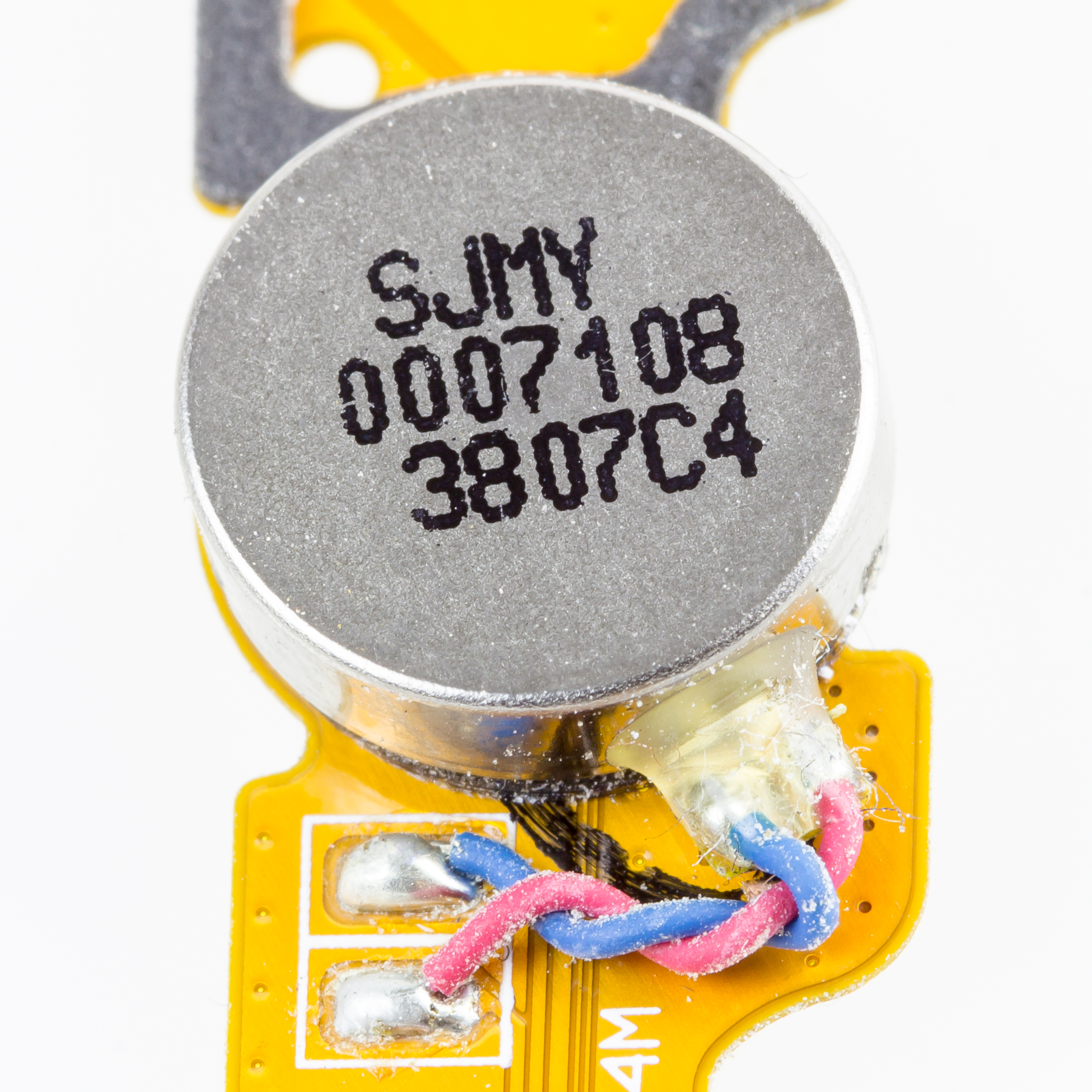
Generátor vibrací pro smartphony a videohry
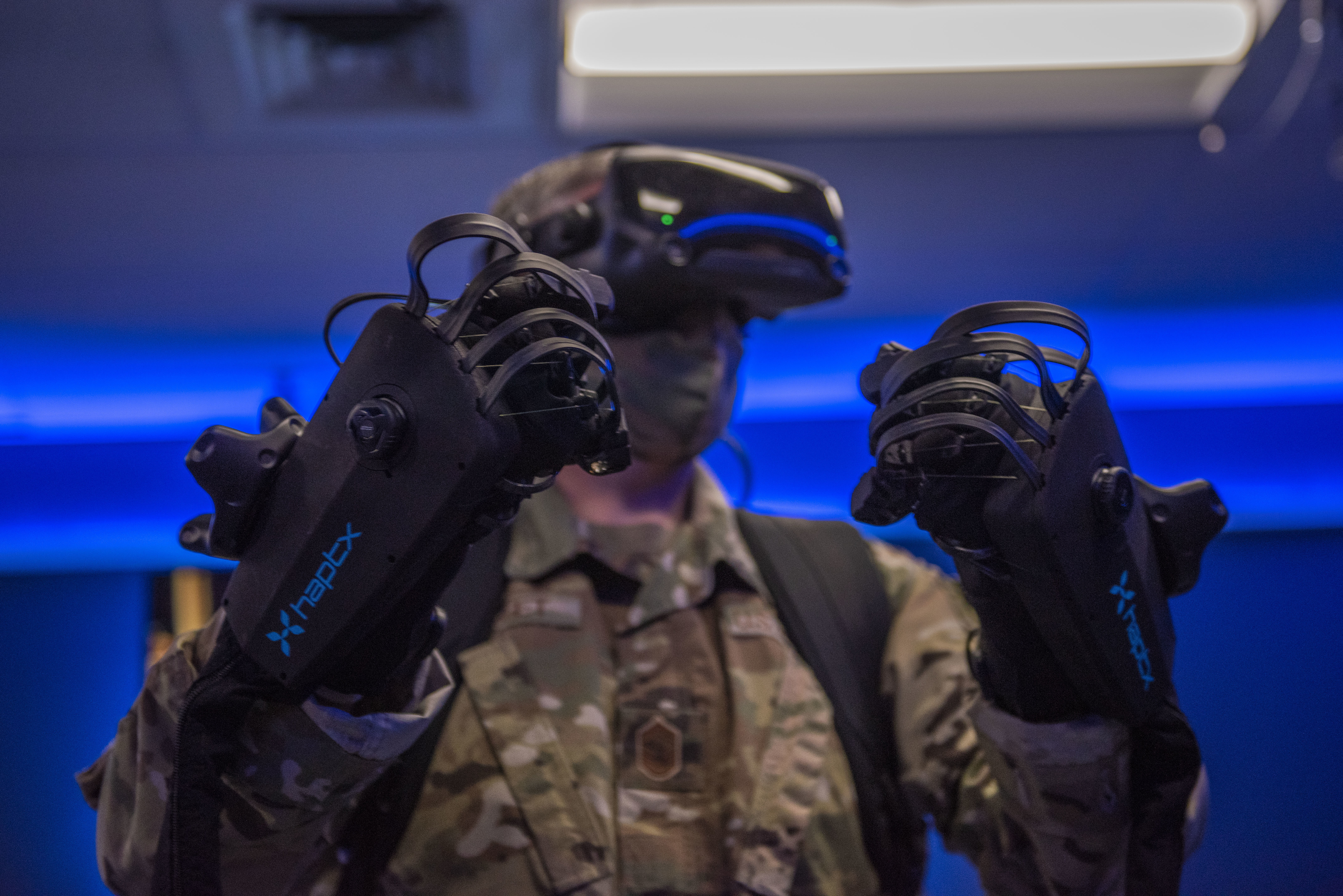
Rukavice pro virtuáílní realitu
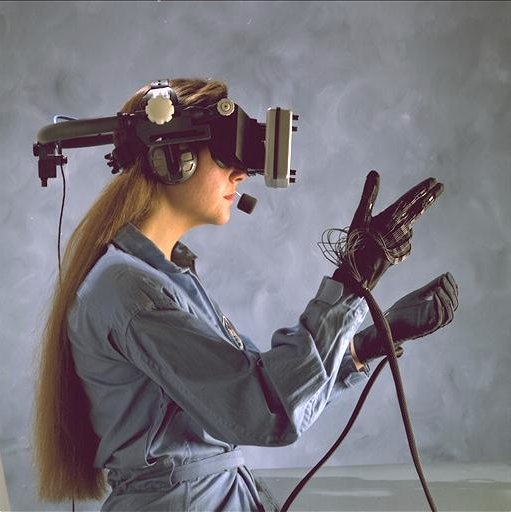
Displej na hlavě a haptické rukavice
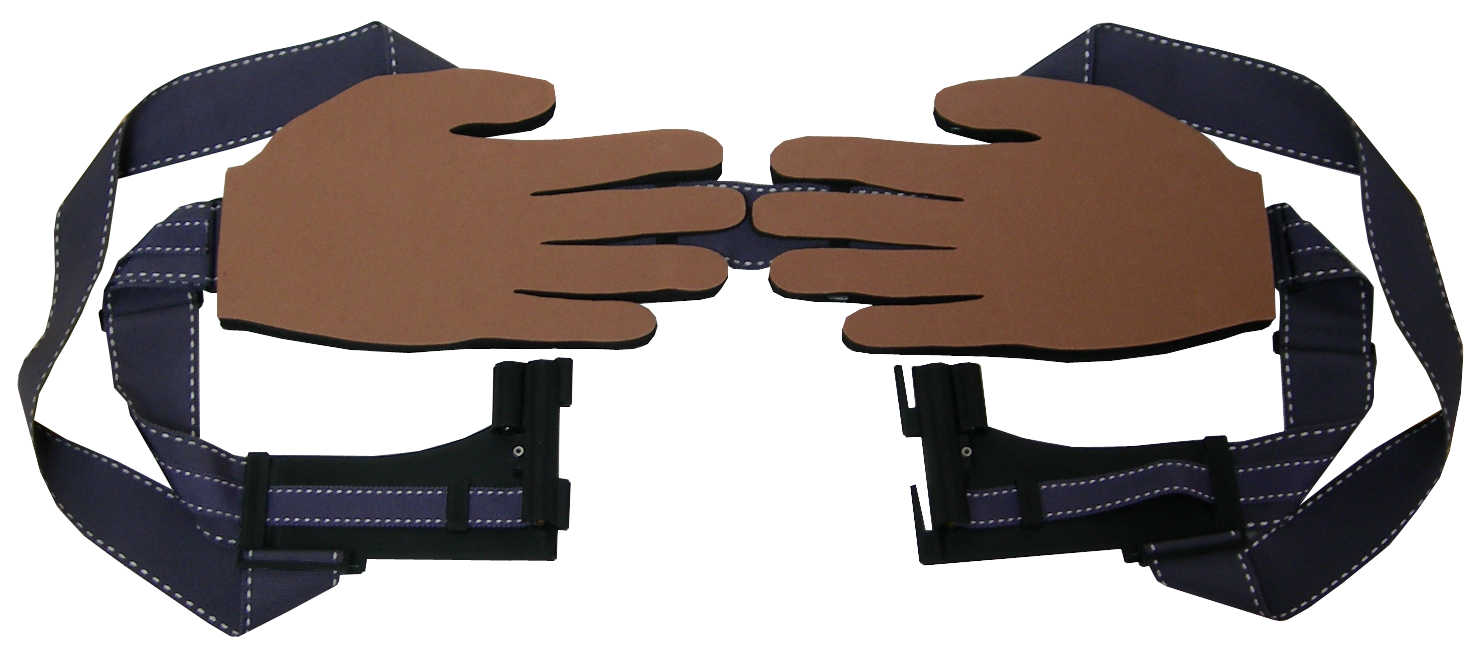
Sestava pro haptickou simulaci objetí
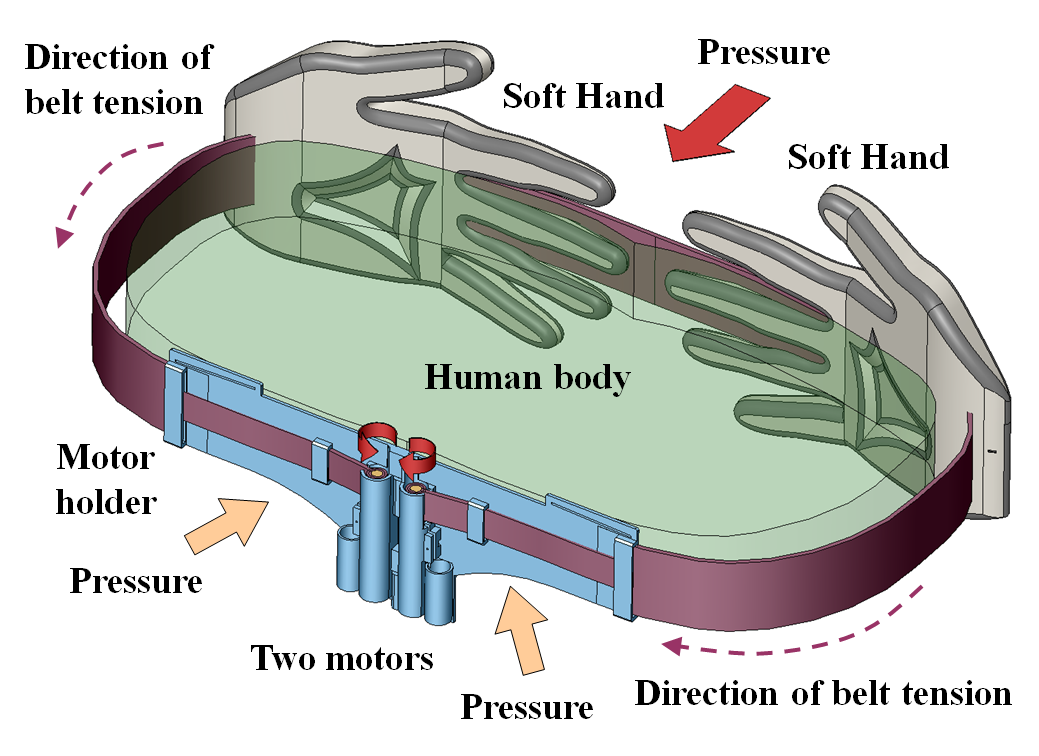
Konstrukce sestavy pro haptickou simulaci objetí

### Související článek
- Hmat
- Fyzická intimita